# العشة (الحيمة الداخلية)

تعديل مصدري - تعديل

العشة هي إحدى قرى عزلة بني عمرو بمديرية الحيمة الداخلية التابعة لمحافظة صنعاء، بلغ تعداد سكانها 68 نسمة حسب تعداد اليمن لعام 2004.